# Супруновка (станция)
Супру́новка (укр. Супру́нівка) — железнодорожная станция Полтавской дирекции Южной железной дороги на линии Полтава-Южная — Ромодан, за 22 км от ст. Полтава-Южная, за 109 км от ст. Ромодан. Находится в Киевском районе города Полтава.

## История
Станция Супруновка открыта в 1932 г. Находится за 4 км от ст. Полтава-Киевская, в жилом массиве Половки на западной окраине Полтавы. Названа станция в честь одноименного села, расположенного рядом.
В советское время в районе станции ведется интенсивное строительство заводов, различных складов и баз. Вырос новый микрорайон Половки. Возводятся крупные предприятия — Полтавский завод газоразрядных ламп (1963) и Полтавский завод химического машиностроения «Химмаш» (1964–1967). К этим заводам и другим предприятиям прокладываются подъездные пути. Интенсивное развитие промышленности сделало Супруновку крупной грузовой станцией.
В 90-х гг. темпы промышленного производства на предприятиях Полтавы стремительно падают. В результате многие подъездные пути были разобраны, а их фрагменты до сих пор можно встретить вдоль перегона Супруновка — Полтава-Киевская. Однако некоторые предприятия продолжают работать.
В 2002 г. пути станции были электрифицированы. Тогда был построен новый пост ЭЦ, реконструирован вокзал и двухэтажное здание товарной конторы, увеличена полезная длина первого главного пути и выполнен ряд других важных работ. В 2002 г. на перегоне Супруновка — Пост 311 км смонтирована передвижная тяговая подстанция (ЭЧЭ-11). На подъездных путях можно встретить тепловозы ТЭМ2, ТГМ4, ТГМ23, ЧМЭ3.
В июле 2002 г. начальник станции Полтава-Киевская Ольга Семеновна Дяченко была назначена заместителем начальника Южной железной дороги — начальником Полтавской дирекции железнодорожных перевозок. Прежде она возглавляла коллектив станции Супруновка.
В 2014 г. станция обслуживала 14 подъездных путей, в том числе ЧП ХП «Автотранс», ОАО «Полтавское ХПП», ПАО «Полтавахиммаш» и другие. За 10 месяцев 2014 г. разгружено 2998 вагонов, а погружено 1507. На станции расположен грузовой двор Полтавской механизированной дистанции погрузочно-разгрузочных работ (МЧ-4), оборудованный специальной повышенной площадкой, эстакадным и козловым кранами, грейфером.

## Инфраструктура
На станции — один главный, три боковых и несколько тупиковых путей. Оборудована электрической централизацией стрелок и сигналов. Однопутные перегоны до ст. Полтава-Киевская и поста 311 км — с двухсторонней автоблокировкой.
Посадка пассажиров осуществляется с низкой пассажирской платформы.

## Движение пригородных поездов
На станции останавливаются пригородные поезда, следующие по маршрутам Полтава — Гребёнка и Полтава — Ромодан. Работает билетная касса, в которой можно приобрести билеты на пригородные поезда и поезда дальнего следования.